# جوليان روث
جوليان روث (بالإنجليزية: Julian Roth)‏ هو مهندس معماري أمريكي، ولد في 2 سبتمبر 1902، وتوفي في 9 ديسمبر 1992.